# Arkadiusz Żychliński
Arkadiusz Żychliński (ur. 1976) – polski filolog, tłumacz i eseista.

## Życiorys
Absolwent filologii germańskiej na Uniwersytecie im. Adama Mickiewicza w Poznaniu. Doktor habilitowany. Zajmuje się teorią fikcji, komparatystyką literacką, literaturoznawstwem kognitywnym oraz antropologią filologiczną. Tłumaczył prace takich autorów jak: Ralf Dahrendorf, Golo Mann, Rudiger Safranski, Peter Sloterdijk, Carl Schmitt, Uwe Timm. Za książkę Wielkie nadzieje i dalsze rozważania nominowany do Nagrody Literackiej Gdynia 2014 w kategorii eseistyka. W 2024 r. otrzymał Literacką Nagrodę Europy Środkowej Angelus za przekład książki Moniki Helfer Hałastra.

## Książki
- Unterwegs zu einen Denker (Oficyna Wydawnicza Atut – Neisse Verlag, Wrocław – Dresden 2006)
- Wielkie nadzieje i dalsze rozważania (Wydawnictwo Nauka i Innowacje, Poznań 2013)
- Laboratorium antropofikcji. Dociekania filologiczne (Instytut Badań Literackich PAN – Wydawnictwo Naukowe UAM, Warszawa – Poznań 2014)